# Mischa Bredewold
Mischa Bredewold (Amersfoort, 20 de junio de 2000) es una deportista neerlandesa que compite en ciclismo en la modalidad de ruta. Ganó dos medallas en el Campeonato Europeo de Ciclismo en Ruta, en los años 2022 y 2023. En 2025, ganó la clásica Amstel Gold Race femenina.

## Medallero internacional
| Campeonato Europeo | Campeonato Europeo     | Campeonato Europeo | Campeonato Europeo                     |
| Año                | Lugar                  | Medalla            | Competición                            |
| ------------------ | ---------------------- | ------------------ | -------------------------------------- |
| 2022               | Anadia (Portugal)      | Medalla de bronce  | Contrarreloj por relevos mixtos sub-23 |
| 2023               | Drenthe (Países Bajos) | Medalla de oro     | Ruta                                   |

## Palmarés
2021
- 1 etapa del Baloise Ladies Tour

2022
- 1 etapa del Simac Ladies Tour
- A Travers les Hauts de France
- 1 etapa del Tour de la Semois

2023
- 1 etapa del Tour de Turingia femenino
- Gran Premio de Plouay
- Campeonato Europeo en Ruta

2024
- 2 etapas de la Vuelta al País Vasco
- 2.ª en el Campeonato de los Países Bajos en Ruta
- 1 etapa del Tour de Turingia femenino
- Gran Premio de Plouay

2025
- 1 etapa de la Setmana Ciclista Valenciana
- Amstel Gold Race
- 2 etapas de la Vuelta al País Vasco
- Campeonato de los Países Bajos Contrarreloj